# Spiridion insigne
Spiridion insigne är en ringmaskart som beskrevs av Knöllner 1935. Spiridion insigne ingår i släktet Spiridion och familjen glattmaskar. Arten är reproducerande i Sverige. Inga underarter finns listade i Catalogue of Life.